# St. Stephanus (Hohenziatz)

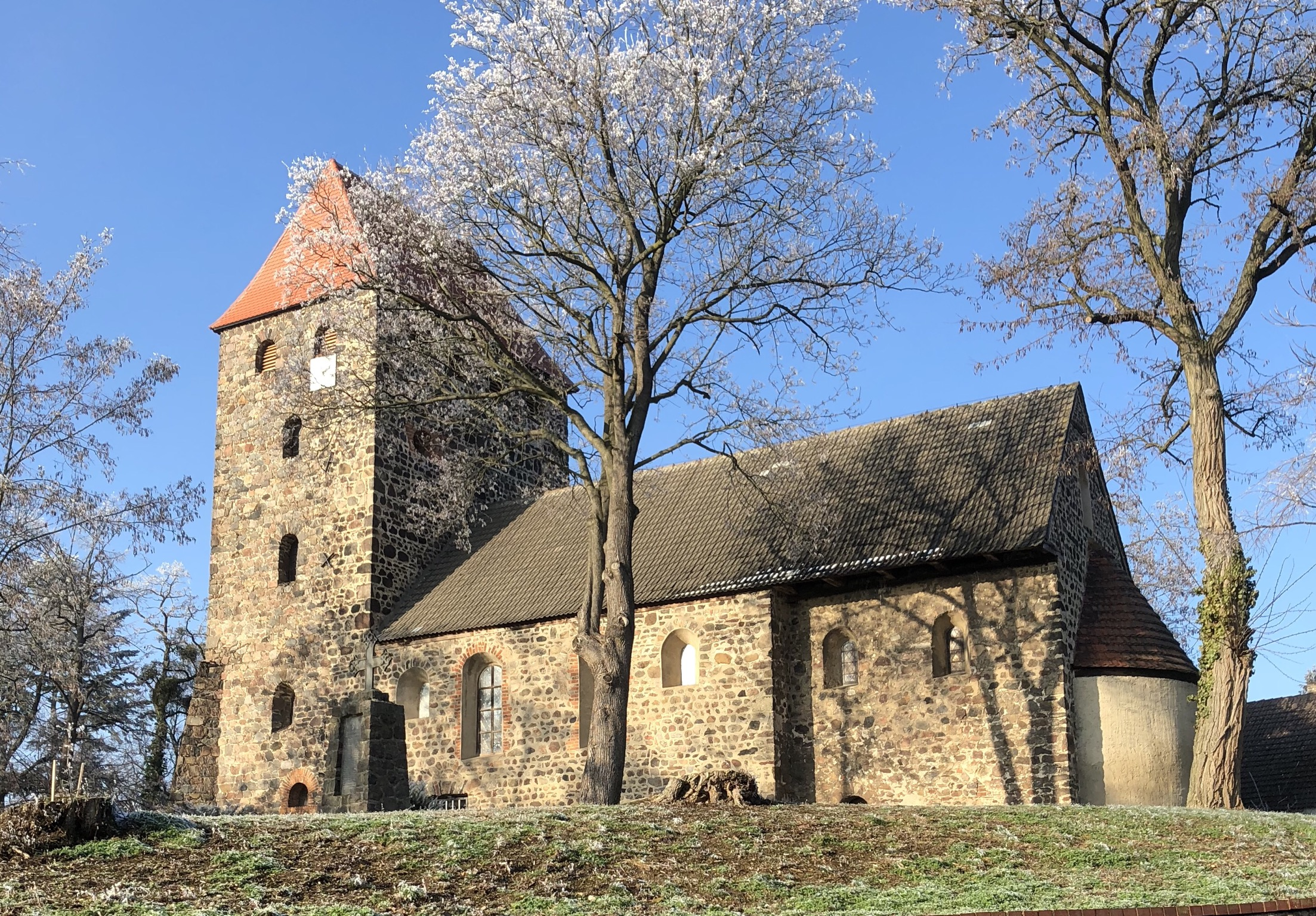
Sankt-Stephanus-Kirche, 2019

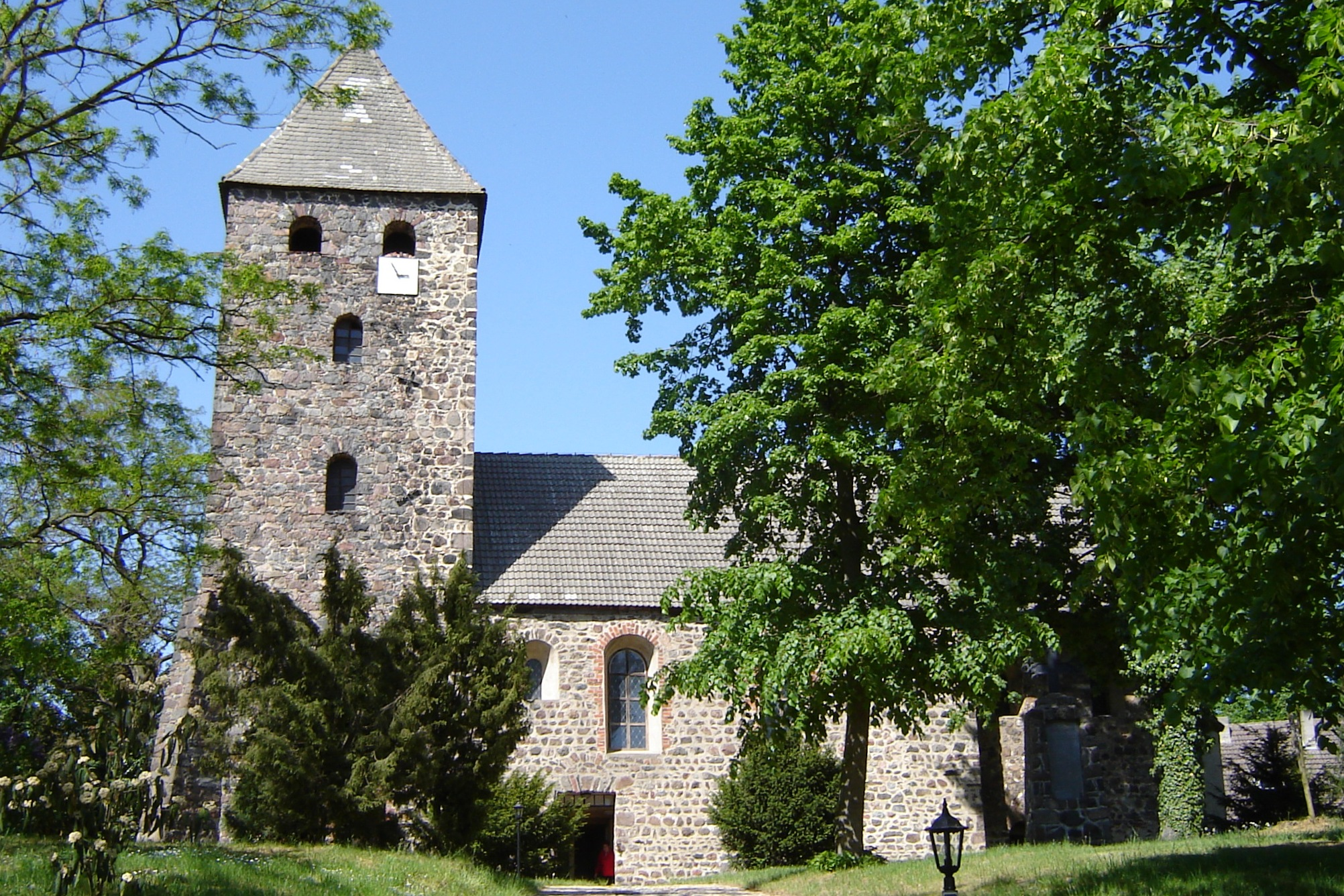
Kirche im Jahr 2009

Die Sankt-Stephanus-Kirche ist die evangelische Kirche des zur Gemeinde Möckern gehörenden Dorfes Hohenziatz in Sachsen-Anhalt.
Die Kirchengemeinde Hohenziatz gehört zum Pfarrbereich Möckern des Kirchenkreises Elbe-Fläming der Evangelischen Kirche in Mitteldeutschland.

## Lage
Die Kirche befindet sich auf einer Anhöhe im Zentrum des Dorfes auf der Westseite der Straße des Friedens an der Adresse Straße des Friedens 9. Südlich der Kirche befindet sich das Kriegerdenkmal Hohenziatz.

## Architektur und Geschichte

### Kirchengebäude
Die Kirche wurde in der Spätromanik aus Feldsteinen als Saalkirche in vollständiger Anlage errichtet. An der Ostseite befindet sich der eingezogene Chor sowie eine Apsis mit halbkreisförmigen Grundriss. Das Dach von Chor und Schiff sind in gleicher Breite ausgeführt. An der südlichen Langseite des Schiffs ist eine originale Priesterpforte erhalten, auf der nördlichen Seite findet sich eine vermauerte, als Rundbogen ausgeführte Pforte. Westlich des Kirchenschiffs befindet sich der in gleicher Breite ausgeführte Kirchturm. Er ist mit einem abgewalmten Satteldach bedeckt.
Im Jahr 1825 wurde die Kirche restauriert. Die ursprünglichen Fenster des Chors waren zeitweise vermauert, wurden jedoch 1896 wieder hergestellt. Im Übrigen sind die Fensteröffnungen jedoch alle verändert und nicht mehr in der ursprünglichen Form erhalten.
Das Kircheninnere ist mit einer flachen Decke versehen. Es besteht ein runder Triumphbogen. Ursprünglich bestanden zwischen dem Turm und dem Schiff zwei rundbogige Öffnungen. Im nördlichen Teil entstand Ende des 17. Jahrhunderts eine von einem Kreuzgewölbe überspannte Gruft für die Familie Brand von Lindau.
Die romanische Platte des Altars ist erhalten. Sie wurde bei den Arbeiten des Jahres 1896 bei der Neugestaltung des Altars wieder eingesetzt. Von einem 1617 geschaffenen Altaraufsatz befindet sich ein das Abendmahl zeigendes Relief jetzt im Untergeschoss des Turms. Die Kanzel stammt nach einer Datierung aus dem Jahr 1693. Sie ist polygonal aus Holz gefertigt und wird von einem Schalldeckel überspannt, an dessen Unterseite sich ein Tetragramm befindet. Der Deckel wird von einem an eine Krone erinnernden Aufbau bekrönt. Die Kanzel selbst ist mit einem Wappen der Familien Brand von Lindau und von Rochow versehen. Darüber hinaus sind Sprüche angebracht.
Bereits auf das Jahr 1671 ist eine achteckige, aus Sandstein gefertigte Taufe datiert. Sie ist mit einer Inschrift und Wappen von Joachim Friedrich Brand von Lindau sowie seiner Ehefrau Dorothee von Rochow versehen und stellt vermutlich die Umarbeitung eines romanischen Taufsteins dar.
Ein barockes Gemälde auf der westlichen Empore stellt die Dornenkrönung dar. Dort befindet sich auch eine nur als Fragment erhaltene barocke Engelsfigur. Der spätbarocke Orgelprospekt mit der Orgel von Carl Joseph Chwatal stammt von 1843.
An der Ostseite der Kirche wurden Ende des 19. Jahrhunderts farbige Glasfenster eingesetzt, die die Auferstehung Christi darstellen.
Von 1936 bis 1940 war der Theologe Johann Gerhard Schomerus Pfarrer an der Kirche.
Im örtlichen Denkmalverzeichnis ist die Kirche unter der Erfassungsnummer 094 05697 als Baudenkmal verzeichnet.

### Epitaphe
In der Kirche befinden sich diverse Epitaphe. Aus Marmor ist das im Chor angeordnete Epitaph für den 1677 verstorbenen Joachim Friedrich Brand von Lindau gefertigt. Es ist mit einer sechzehnteiligen Ahnenprobe, Ohrmuschelwerk und einem von Lorbeer umrahmten Inschriftenoval versehen. Aus Sandstein ist das ebenfalls im Chor befindliche Epitaph der Dorothea Brand von Lindau, geborene von Rochow, erstellt. Es entstand um 1680 und ist mit einem Rahmen aus Akanthus verziert. Das Epitaph der 1702 verstorbenen Amalia Brandin von Lindau befindet sich am Triumphbogen. Es ist ebenfalls aus Sandstein geschaffen und zeigt allegorische Darstellungen sowie gekreuzte Palmwedel. Im Kirchenschiff befinden sich weitere Epitaphe aus Sandstein, so dass des 1669 verstorbenen Daniel Friedrich Brand von Lindau. Es verfügt in seinem Sprenggiebel über ein Allianzwappen und Cherubsköpfe. Ein weiteres Epitaph gedenkt der 1682 verstorbenen Dorothee Brand von Lindau. Es ist mit einem Lebensbaum verziert, der Wappendarstellungen trägt. Etwas jünger ist das Epitaph für den 1718 verstorbenen Johann Friedrich und der Sophia Hedwig Brand von Lindau, deren Sterbedatum jedoch nicht eingetragen wurde. Es ist üppig verziert und trägt neben einer Figur auch Schlange, Erdkugel, ein Buch mit einem trauernden Putto sowie eine umgekehrte Fackel.